# Yuri Kuma Arashi
Yuri Kuma Arashi (ユリ熊嵐, LOVE BULLET→YURIKUMA ARASHI) est une série télévisée d'animation japonaise produite par le studio Silver Link et réalisée par Kunihiko Ikuhara. La série est diffusée initialement à partir de janvier 2015 sur Tokyo MX et en simulcast dans les pays francophones sur Crunchyroll. Une adaptation en manga dessinée par Akiko Morishima est publiée depuis février 2014 dans le magazine Comic Birz.

## Synopsis
L'histoire diverge selon le support, animé ou manga.
Elle prend place dans un univers étonnant où les humains se sont retranchés dans de grandes forteresses (les murs de l'extinction) pour échapper à des hordes d'ours, qui veulent leur disparition. Ces ours viendraient d'une autre planète qui, quand elle a explosé, les a laissés sans patrie.
Kureha Tsubaki est amoureuse d'une lycéenne, Sumika Izumino ; elles sont lesbiennes. Leur amour, censé être éternel, va subir de nombreux incidents à la suite de la rupture du pacte de non-agression humains-ours. De plus, tous les soirs, Tsubaki rêve d'une jeune fille-ours, Ginko Yurishiro, mais ne sait pas comment réagir à ces songes bien étranges...

### Personnages principaux
Kureha Tsubaki (椿輝 紅羽, Tsubaki Kureha)
Voix japonaise : Nozomi Yamane
Ginko Yurishiro (百合城 銀子, Yurishiro Ginko)
Voix japonaise : Miho Arakawa (en)
Lulu Yurigasaki (百合ヶ咲 るる, Yurigasaki Ruru)
Voix japonaise : Yoshiko Ikuta

### Lycée Arashigaoka
Yurika Hakonaka (箱仲 ユリーカ, Hakonaka Yurīka)
Voix japonaise : Kikuko Inoue
Sumika Izumino (泉乃 純花, Izumino Sumika)
Voix japonaise : Yui Ogura
Mitsuko Yurizono (百合園 蜜子, Yurizono Mitsuko)
Voix japonaise : Aoi Yūki
Konomi Yurikawa (百合川 このみ, Yurikawa Konomi)
Voix japonaise : Ami Koshimizu
Katyusha Akae (赤江 カチューシャ, Akae Kachūsha)
Voix japonaise : Miku Itō
Eriko Oniyama (鬼山 江梨子, Oniyama Eriko)
Voix japonaise : Mariya Ise
Kaoru Harishima (針島 薫, Harishima Kaoru)
Voix japonaise : Yōko Hikasa
Choko Oki (大木 蝶子, Ōki Chōko)
Voix japonaise : Rie Murakawa
Uchiko Ai (亜依 撃子, Ai Uchiko)
Voix japonaise : Aina Yasukuni

### Jugement
Life Sexy (ライフ·セクシー, Raifu Sekushī)
Voix japonaise : Junichi Suwabe
Life Cool (ライフ·クール, Raifu Kūru)
Voix japonaise : Mitsuki Saiga
Life Beauty (ライフ·ビューティー, Raifu Byūtī)
Voix japonaise : Kazutomi Yamamoto (en)

### Autres personnages
Reia Tsubaki (椿輝 澪愛, Tsubaki Reia)
Voix japonaise : Aya Endō
Milne (みるん, Mirun)
Voix japonaise : Rie Kugimiya
Kumaria (クマリア)
Voix japonaise : Yui Ogura
Kale Yurishiro (百合城 カレ, Yurishiro Kare)
Voix japonaise : Mamiko Noto

## Manga
Une adaptation en manga dessinée par Akiko Morishima est publiée depuis le 28 février 2014 dans le magazine Comic Birz. Il s'agit d'une histoire originale différente de celle de l'anime. Le premier volume relié est publié par Gentosha le 21 novembre 2014.

### Liste des volumes
| no | Japonais         | Japonais          |
| no | Date de sortie   | ISBN              |
| -- | ---------------- | ----------------- |
| 1  | 21 novembre 2014 | 978-4-344-83256-5 |
| 2  | 24 juillet 2015  | 978-4-344-83480-4 |
| 3  | 24 mai 2016      | 978-4-344-83711-9 |

## Anime
Le projet « Kunihiko Ikuhara/Penguinbear Project » est annoncé en août 2012, avant que Kunihiko Ikuhara ne dévoile le nom Yuri Kuma Arashi en mars 2013. La série d'animation est produite au sein du studio Silver Link, et est diffusée initialement à partir du 5 janvier 2015 sur Tokyo MX. Dans les pays francophones, la série est diffusée en simulcast par Crunchyroll.

### Liste des épisodes
| No  | Titre français                              | Titre japonais                       | Titre japonais                      | Date de 1re diffusion |
| No  | Titre français                              | Kanji                                | Rōmaji                              | Date de 1re diffusion |
| --- | ------------------------------------------- | ------------------------------------ | ----------------------------------- | --------------------- |
| 1   | Je ne renoncerai pas à notre amour          | 私はスキをあきらめない               | Watashi wa suki o akiramenai        | 5 janvier 2015        |
| 2   | Je ne leur pardonnerai jamais               | このみが尽きても許さない             | Kono mi ga tsukitemo yurusanai      | 12 janvier 2015       |
| 3   | La tempête invisible                        | 透明な嵐                             | Tōmei na arashi                     | 19 janvier 2015       |
| 4   | Je ne peux recevoir de baisers              | 私はキスがもらえない                 | Watashi wa kisu ga moraenai         | 26 janvier 2015       |
| 5   | Je voudrais que tu m’appartiennes           | あなたをヒトリジメしたい             | Anata o hitorijime shitai           | 2 février 2015        |
| 6   | La Fille de la Lune et la Fille de la Forêt | 月の娘と森の娘                       | Tsuki no musume to mori no musume   | 9 février 2015        |
| 7   | La fille que j'avais oubliée                | 私が忘れたあの娘                     | Watashi ga wasureta ano musume      | 16 février 2015       |
| 8   | La fiancée de la boîte                      | 箱の花嫁                             | Hako no hanayome                    | 23 février 2015       |
| 8.5 | Je veux te rencontrer maintenant ! Graou !  | 今すぐ、あなたに会いたい！ガウガウ！ | Ima sugu, anata ni aitai! Gau gau!~ | 3 mars 2015           |
| 9   | L'avenir de ces filles                      | あの娘たちの未来                     | Ano musume-tachi no mirai           | 9 mars 2015           |
| 10  | La porte de l'Amitié                        | ともだちの扉                         | Tomodachi no tobira                 | 16 mars 2015          |
| 11  | Ce que nous désirons                        | 私たちの望むことは                   | Watashi-tachi no nozomu koto wa     | 23 mars 2015          |
| 12  | Yuri Kuma Arashi                            | ユリ熊嵐                             | Yuri Kuma Arashi                    | 30 mars 2015          |

### Musique
| Générique | Épisodes | Début                                  | Début          | Fin                                    | Fin                                        |
| Générique | Épisodes | Titre                                  | Artiste        | Titre                                  | Artiste                                    |
| --------- | -------- | -------------------------------------- | -------------- | -------------------------------------- | ------------------------------------------ |
| 1         | 1 – 11   | Ano Mori de Matteru (あの森で待ってる) | Bonjour Suzuki | Territory                              | Miho Arikawa, Yoshiko Ikuta, Nozomi Yamane |
| 2         | 12       |                                        |                | Ano Mori de Matteru (あの森で待ってる) | Bonjour Suzuki                             |